# Lijst van voetbalinterlands Armenië - Kroatië
Deze lijst van voetbalinterlands is een overzicht van alle officiële voetbalwedstrijden tussen de nationale teams van Armenië en Kroatië. De landen speelden tot op heden drie keer tegen elkaar. De eerste ontmoeting, een vriendschappelijk duel, werd gespeeld in Velika Gorica op 1 juni 2021. Voor het Kroatisch voetbalelftal was dit een oefenwedstrijd in de voorbereiding op het Europees kampioenschap voetbal 2020. Het laatste duel, een kwalificatiewedstrijd voor het Europees kampioenschap voetbal 2024, vond plaats op 21 november 2023 in Zagreb.

## Wedstrijden
| № | Plaats        | Datum             | Competitie           | Wedstrijd         | Uitslag |
| - | ------------- | ----------------- | -------------------- | ----------------- | ------- |
| 1 | Velika Gorica | 1 juni 2021       | Vriendschappelijk    | Kroatië – Armenië | 1 – 1   |
| 2 | Jerevan       | 11 september 2023 | EK 2024 kwalificatie | Armenië − Kroatië | 0 − 1   |
| 3 | Zagreb        | 21 november 2023  | EK 2024 kwalificatie | Kroatië − Armenië | 1 − 0   |

## Samenvatting
| Competitie        | Totaal gespeeld | Winst Armenië | Gelijk | Winst Kroatië | Doelsaldo Armenië – Kroatië |
| ----------------- | --------------- | ------------- | ------ | ------------- | --------------------------- |
| EK-kwalificatie   | 2               | 0             | 0      | 2             | 0 − 2                       |
| Vriendschappelijk | 1               | 0             | 1      | 0             | 1 − 1                       |
| Totaal            | 3               | 0             | 1      | 2             | 1 − 3                       |